# Sinfonia D 708A (Schubert)
La Sinfonia in re maggiore, D 708A di Franz Schubert (occasionalmente numerata come sinfonia n. 7, sebbene questo numero rappresenti più comunemente un'altra sinfonia, la D 729), è un'opera incompiuta che sopravvive in uno schizzo incompleto di undici pagine scritto per pianoforte solo. È una delle sei sinfonie incompiute di Schubert. Fu iniziata nel 1820 o nel 1821, con gli schizzi iniziali realizzati per le sezioni di apertura del primo, secondo e quarto movimento e uno schizzo quasi completo per il terzo movimento. Abbandonò questa sinfonia dopo questa fase iniziale di lavoro e non vi ritornò mai più, anche se Schubert sarebbe vissuto per altri sette anni. Il direttore e compositore britannico Brian Newbould, un'autorità della musica di Schubert, ha ipotizzato che la sinfonia fosse rimasta incompleta a causa dei problemi che Schubert aveva dovuto affrontare nell'orchestrare gli schizzi.
Nel 2012 Newbould fu incaricato da BBC Radio 3 di completare la sinfonia. In precedenza aveva completato altre tre sinfonie incompiute di Schubert (la settima (D 729), l'ottava (D 759) e la decima (D 936A). A quel tempo aveva lavorato per rendere eseguibili i frammenti esistenti della D 708A, ma questo fu il suo primo tentativo di andare oltre i frammenti e completare l'intera struttura. La sua versione completa fu successivamente eseguita, registrata, pubblicata e trasmessa su BBC Radio 3.

## Storia

### Composizione

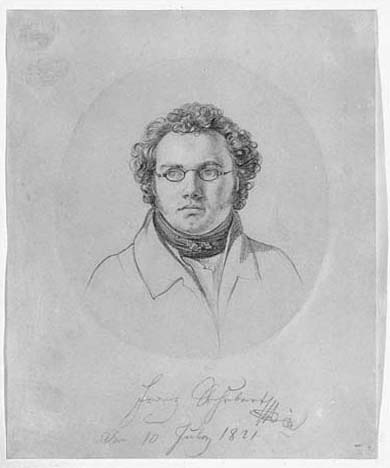
Schubert in 1821

Questo schizzo è il secondo di una serie di quattro sinfonie incompiute - D 615, D 708A, D 729 (la settima) e D 759 (l'ottava) - che sono pietre miliari nello sviluppo sinfonico di Schubert tra la sesta e la nona sinfonia. Queste quattro sinfonie sono in diversi stati di completamento: la D 615 ha schizzi incompleti di soli due movimenti (l'allegro e il finale), la D 708A ha schizzi incompleti di tutti e quattro i movimenti, la D 729 è strutturalmente completa ma non era completamente orchestrata e la D 759 ha i primi due movimenti completi e orchestrati e un terzo movimento in uno schizzo di pianoforte incompleto. In precedenza, la sua quarta sinfonia aveva avuto una certa influenza beethoveniana (anche se ricorda più il precedente movimento dello Sturm und Drang), la sua quinta un'influenza mozartiana e la sua sesta un'influenza rossiniana (Schubert aveva ascoltato la musica di Rossini prima di scrivere la sua sesta sinfonia e ne era rimasto estremamente impressionato, inserendo poi aspetti dello stile di Rossini nella sua musica).
Dopo aver scritto la sesta sinfonia, Schubert ebbe una crisi direzionale nella sua produzione sinfonica, poiché non era sicuro di continuare il percorso, come nella sesta sinfonia, di essere influenzato da Rossini. Vi è quindi presente una certa influenza beethoveniana, che persisterebbe per tutta la sua produzione sinfonica, ma nella D 708A Schubert inizia a creare il suo stile ed esplorare nuovi territori. Inoltre stava ancora imparando a padroneggiare la scrittura strumentale, nonostante lo avesse fatto per lavori vocali qualche anno prima. La sua padronanza della scrittura di lied fu aiutata dal fatto che le parole davano suggerimenti sulla struttura che avrebbe usato, un aiuto che non poteva arrivare nella scrittura strumentale. Lo si può vedere dal fatto che Schubert aveva scritto le sue prime sei sinfonie direttamente nella partitura orchestrale completa, senza aver prima abbozzato sul pianoforte, ma la D 615 e D 708A sopravvivono solo come schizzi nella partitura del piano. È tornato a scrivere direttamente nella partitura orchestrale per la sua settima sinfonia, anche se esistono gli schizzi di piano per l'ottava..  Queste quattro sinfonie incompiute mostrano così come Schubert era, come affermava in una lettera della metà del 1820, preoccupato di "pianificare un percorso per [scrivere] una grande sinfonia [piani che avrebbe realizzato nella nona sinfonia]", con i suoi quartetti per archi, gli ottetti e queste sinfonie incompiute come passaggi intermedi in questo piano. Il numero insolitamente elevato di sinfonie incompiute sulla strada per la nona dalla sesta mostra quanto fosse preoccupato nello scrivere questa grande sinfonia e quanto fosse importante questo piano per lui.
Le ragioni di Schubert per l'abbandono della D 708A probabilmente hanno molto a che fare con i problemi nell'orchestrarla. Oltre ai problematici assoli di clarinetto estremamente alti nei punti del secondo e del terzo movimento, un ulteriore problema è che il culmine del quarto movimento raggiunge il la bem. magg.. Questa chiave è così lontana dal re maggiore che i corni, le trombe e i timpani semplicemente non hanno note da suonare in questo punto culminante (vennero quindi confinate in note di una singola chiave, di solito quella in cui era scritto il pezzo), nonostante siano necessari per fornire un suono orchestrale pieno e forte. Schubert quindi prese in considerazione l'uso di tromboni per questo scopo, poiché non erano così limitati e potevano rafforzare il registro dei bassi dell'orchestra; ma a causa del fatto che non aveva familiarità con il modo in cui scrivere per il trombone e il fatto che la sinfonia non era concepita pensando all'uso dei tromboni, abbandonò il lavoro della D 708A e iniziò a scrivere la settima sinfonia, in cui decise di usare un trio di tromboni sin dall'inizio. In seguito dovette abbandonare il lavoro su quella sinfonia e lavorare sulla sua opera Alfonso und Estrella. L'uso di tromboni può essere visto in seguito nell'ottava, nona e decima sinfonia.

### Scoperta
A metà del XX secolo, il dott. Ernst Hilmar scoprì in una biblioteca di Vienna (la Wienbibliothek im Rathaus) un foglio contenente opere di Schubert, intitolato "Sinfonie" e datato maggio 118. Conteneva schizzi per nove movimenti, tutti in re maggiore o chiavi correlate. Nel 1951, Otto Erich Deutsch assunse nella prima edizione del suo catalogo di opere di Schubert che tutto il materiale era per una sinfonia, che etichettò con D 615. Tuttavia, l'evidenza stilistica mostra che il materiale non avrebbe potuto essere tutto per una sinfonia, a parte il fatto che c'era semplicemente troppo materiale per servire per una sola sinfonia. In effetti il foglio era etichettato "Zwei Symphonien in D" ("Due sinfonie in re"), indicando che un bibliotecario aveva precedentemente pensato in modo simile intorno al 1900. Un'analisi del 1978 delle filigrane e della calligrafia dimostrò che c'erano davvero tre sinfonie presenti: queste erano D 615 (2 movimenti, scritti nel 1818), la D 708A (4 movimenti, scritti nel 1821) e la D 936A (3 movimenti, scritti nel 1828; comunemente chiamati decima sinfonia di Schubert). Questi numeri di Deutsch separati furono messi nella seconda edizione del catalogo Deutsch del 1978.

### Completamento
Poiché gli schizzi per la D 708A erano più frammentari di quelli per la D 936A, Brian Newbould non tentò di completare la D 708A quando negli anni '90 lavorò al completamento della settima, ottava e decima sinfonia di Schubert, sebbene orchestrasse i frammenti esistenti. Fu solo con la commissione della BBC Radio 3 nel 2012 che iniziò il progetto per completare la D 708A.

## Movimenti
- Sinfonia D 708A in re maggiore Schubert/Newbould

1. [Allegro vivace], 4⁄4
2. [Andante con moto], 3⁄8
3. [Scherzo: Allegro vivace], 3⁄4
4. [Presto], 2⁄4

## Materiale musicale esistente
Gli schizzi sono scritti su due pentagrammi, con voce principale e armonie che vanno dal completo al parzialmente indicato. Il manoscritto contiene cinque indicazioni strumentali, a conferma che l'orchestra prescelta era molto probabilmente di dimensioni simili alla sesta sinfonia, senza tromboni (che sarebbero diventati parte dell'orchestra schubertiana solo nella settima e successiva sinfonia). Conforme a questa sinfonia ancora saldamente nello stile classico, questa orchestra era la stessa di quella impiegata nelle sinfonie dei maestri viennesi Haydn, Mozart e le prime due sinfonie di Ludwig van Beethoven. Gli schizzi ammontano a circa 18 minuti di musica. Il completamento di Newbould dura 35 minuti.

### Primo movimento
Audio playback is not supported in your browser. You can download the audio file.
Primo tema
Audio playback is not supported in your browser. You can download the audio file.
Secondo tema
Il primo movimento vivace doveva quasi certamente essere in forma di sonata, ma lo schizzo si interrompe alla fine dell'esposizione. È l'unico primo movimento di una sinfonia di Schubert (esclusa la decima sinfonia incompiuta) che inizia immediatamente con il primo tema, senza una introduzione lenta (come nella nona) o un tema prefatorio (come nell'ottava). Comincia con un primo tema ritmico in re maggiore, che costituisce la base per l'accompagnamento al secondo tema; tuttavia, si interrompe bruscamente e sorprendentemente con accordo di sesta aumentato sulla sottodominante. Dopo un passaggio modulatorio nella transizione, il secondo tema viene esposto per la prima volta in la bem. magg., un tritono lontano dalla tonica originale, prima di modulare verso il dominante convenzionale (la maggiore). Ciò non ha precedenti in nessuna delle opere dei più importanti compositori viennesi.

### Secondo movimento
Audio playback is not supported in your browser. You can download the audio file.
Apertura
Il secondo lento movimento lirico è scritto nella chiave dominante di la maggiore, ma c'è una grande quantità di miscela modale. Dopo che il primo tema è stato esposto per la prima volta in la maggiore, una transizione nella minore parallela porta a una rielaborazione del tema in fa maggiore, in cui un altro tema viene ascoltato in contrappunto invertibile in due parti. Lo schizzo finisce qui.
L'affermazione iniziale del primo tema ha un ritmo diverso rispetto a tutte le altre affermazioni. Newbould decise di regolarizzarlo nel suo completamento; dichiarò in seguito che fu l'unica volta nel suo completamento che abbia alterato ciò che Schubert aveva scritto.
Uno degli spunti strumentali di Schubert nello schizzo appare qui, con una melodia per il clarinetto. Ciò è tuttavia molto scomodo a causa dell'elevata tessitura di questa melodia, che sale scritta fino al Sol6 (che suona mi6).

### Terzo movimento
Audio playback is not supported in your browser. You can download the audio file.
Inizio dello scherzo
Audio playback is not supported in your browser. You can download the audio file.
Inizio del trio
Il terzo movimento veloce e leggero è il più completo di tutti i movimenti in questo schizzo. È uno scherzo e un trio scritti in chiave tonica. Il motivo delle ottave nella sua prima battuta fu successivamente riutilizzato nello scherzo della nona sinfonia di Schubert. L'apertura è un fugato vivace basato su questo motivo, prima che entrino le melodie principali. Il motivo iniziale costituisce la base per l'accompagnamento. La seconda sezione dello scherzo si concentra sulla chiave mediante di fa diesis. min. prima di tornare al materiale di apertura. Il trio è impostato nella chiave della sottodominante di sol maggiore; sebbene incompleto, solo alcune battute devono essere ricostruite affinché il movimento sia eseguibile. Ancora una volta il trio spinge il clarinetto nel registro estremamente acuto (fino a suonare il re6).

### Quarto movimento
Audio playback is not supported in your browser. You can download the audio file.
Apertura
Il quarto movimento è il finale, in forma di sonata rondò. Schubert iniziò una prima versione, che poi cancellò per ricominciare il movimento. Si apre con una melodia in triplette col flauto; a causa delle triplette, il movimento dà l'impressione di essere in 6⁄8. Nonostante Schubert stia tentando di ridurre l'influenza di Rossini nel suo stile qui, il crescendo dopo la prima affermazione del tema ricorda fortemente lo stile di Rossini. Il movimento si interrompe in quello che sembra essere l'inizio della ricapitolazione, sulla dominante, come nel finale tarantella della sua terza sinfonia D 200.
Insolitamente la musica raggiunge la chiave di la bem. magg. durante un passaggio culminante, usando gli accordi di la bem. magg. e do diesis magg.. Ciò significa che i corni, le trombe e i timpani devono rimanere in silenzio nonostante siano convenzionalmente presenti durante i passaggi più importanti. Ciò crea problemi nell'orchestrare la sinfonia nello stile di Schubert ed è probabilmente il motivo per cui la sinfonia è stata lasciata incompiuta. A causa dell'impossibilità di usare quegli strumenti quando necessario, Schubert ha preso in considerazione l'uso dei tromboni per il finale, che avrebbero potuto essere usati lì. Ma poiché in origine non aveva voluto che la sinfonia includesse i tromboni e non aveva ancora familiarità con il modo di usarli, mise da parte questo lavoro per iniziare una nuova sinfonia che sarebbe stata scritta per un'orchestra con un trio di tromboni aggiunti. Questa era la settima sinfonia, la D 729, che rimase anch'essa incompleta.

## Completamento di Newbould
A causa della minore quantità di materiale disponibile in questo schizzo rispetto alla settima, ottava e decima sinfonia (che Newbould aveva precedentemente completato), il completamento di Newbould è altamente congetturale, specialmente nelle sezioni di sviluppo che erano completamente assenti dallo schizzo. Quasi la metà del lavoro finale è stata ricostruita da Newbould. Successivamente è stato eseguito, registrato, pubblicato e trasmesso su BBC Radio 3. La sua prima mondiale è stata data dalla BBC Philharmonic Orchestra, diretta da Juanjo Mena, il 29 marzo 2012. Newbould afferma di aver pensato profondamente allo schizzo nel suo tentativo di  completamento, perfino memorizzandolo e fingendo di averlo composto personalmente per poter trovare modi naturali per sviluppare il materiale.
L'intera sezione di sviluppo del primo movimento è assente dallo schizzo e dovette essere ricostruita da Newbould. Ciò fu impegnativo a causa del trattamento esauriente del materiale tematico da parte di Schubert nella sola esposizione. Le ricapitolazioni seguono in gran parte l'esposizione, con le necessarie trasposizioni.
Newbould aggiunge al secondo movimento un passaggio modulatorio che porta in vari chiavi prima di rientrare nella chiave tonica, solo per spostarsi in do maggiore per un'altra affermazione del primo tema. Dopo questa affermazione, il secondo tema viene riformulato nella chiave tonica, seguito da un'altra transizione. Una coda, basata sul primo tema, termina il lavoro in chiave tonica. Nonostante l'inconveniente dell'assegnazione della melodia acuta al clarinetto in questo movimento e nello scherzo, Newbould alla fine decise di rispettare l'annotazione di Schubert nel suo completamento, sebbene questa non fosse una decisione facile.
Nel terzo movimento, essendo ampiamente completo nello schizzo di Schubert, per portare a termine la struttura furono necessarie solo alcune battute. Il quarto movimento fu completato secondo la forma sonata-rondò. Il completamento di Newbould non utilizza tromboni.

## Nella cultura di massa
- Il gruppo power/progressive metal brasiliano Angra ha utilizzato i temi del primo movimento di questa sinfonia per comporre la breve traccia strumentale Unfinished Allegro, che apre il primo lavoro in studio del gruppo, Angels Cry.